# Mejit
Mejit (Marshallès: Mājej, o Mājeej) és una illa de l'oceà Pacífic que forma part del districte legislatiu de Ratak Chain de les illes Marshall. A diferència de la majoria de les altres illes de les illes Marshall, Mejit és una illa rocosa en comptes d'un atol, tot i que està envoltada d'un escull de corall que envolta una estreta llacuna. Se situa uns 110 quilòmetres al nord-est de Wotje.
La seva població és d'unes 300 persona. A l'illa abunda Pandanus, l'arbre del pa i el taro. Hi ha un llac d'aigua dolça, rar a les illes Marshall, amb ànecs. Mejit és famós per les seves estores de fulla de pandanus.
L'aeroport de Mejit divideix l'illa.

## Història
L'illa fou descoberta per Miguel López de Legazpi el 9 de gener de 1565. Les llargues barbes dels seus habitants va fer que fos nomenada Los Barbudos. Anteriorment havia estat albirada per Ruy López de Villalobos el desembre de 1542.
El navegant alemany Otto von Kotzebue, al servei de l'Imperi Rus, va fer terra a l'illa Mejit l'1 de gener de 1817, i la va nomenar New Year's Island. El 1884 Mejit va ser reclamada per l'Imperi Alemany juntament amb la resta de les illes Marshall, i els alemanys hi van establir un punt comercial. Després de la Primera Guerra Mundial l'illa va quedar sota el Mandat del Pacífic Sud de l'Imperi Japonès. Amb la fi de la Segona Guerra Mundial l'illa va quedar sota el control dels Estats Units com a part del Territori en Fideïcomís de les Illes del Pacífic fins a la independència de les Illes Marshall el 1986.